# Tadeusz Klementewicz
Tadeusz Franciszek Klementewicz (ur. 1949) – polski politolog, profesor nauk społecznych, wykładowca na Wydziale Nauk Politycznych i Studiów Międzynarodowych Uniwersytetu Warszawskiego. Specjalista w zakresie teorii polityki i metodologii nauk społecznych. 

## Kariera naukowa
W 1976 r. ukończył studia magisterskie na Uniwersytecie Warszawskim. 13 kwietnia 1983 r. uzyskał stopień doktora nauk humanistycznych w dyscyplinie nauk o polityce na ówczesnym Wydziale Dziennikarstwa i Nauk Politycznych UW. 25 kwietnia 1994 r. na tym samym wydziale został doktorem habilitowanym nauk humanistycznych w dyscyplinie nauk o polityce na podstawie dorobku naukowego oraz pracy Spór o model metodologiczny nauki o polityce. Był docentem w Instytucie Studiów Politycznych Polskiej Akademii Nauk, a także profesorem uczelni na Uniwersytecie Warszawskim, Politechnice Białostockiej oraz w Wyższej Szkole Humanistycznej w Pułtusku. W dniu 22 stycznia 2016 r. otrzymał tytuł naukowy profesora (tzw. profesurę belwederską). 
Należał do kadry naukowo-dydaktycznej Instytutu Nauk Politycznych UW, zaś po jego rozwiązaniu w ramach reorganizacji wydziału w 2019 r., został jednym z pracowników Katedry Teorii Polityki i Myśli Politycznej. 